# Dolichopeza saitamensis
Dolichopeza saitamensis är en tvåvingeart som beskrevs av Alexander 1930. Dolichopeza saitamensis ingår i släktet Dolichopeza och familjen storharkrankar. Inga underarter finns listade i Catalogue of Life.